# Chordonota nigra
Chordonota nigra är en tvåvingeart som beskrevs av Samuel Wendell Williston  1888. Chordonota nigra ingår i släktet Chordonota och familjen vapenflugor. Inga underarter finns listade i Catalogue of Life.